# Nanna Bryndís Hilmarsdóttir
Nanna Bryndís Hilmarsdóttir (Garður, 6 de maio de 1989) é uma cantora islandesa. Ela é a vocalista e violonista, juntamente com Ragnar "Raggi" Þórhallsson, da banda islandesa de folk-pop Of Monsters and Men. Atualmente Nanna vive em Reykjavík, Islandia.

## Biografia
Nanna foi criada em Garður, no sul da Islandia. Na juventude, Nanna participou de uma escola de música. Antes de formarem a banda Of Monsters and Men, Nanna tinha um projeto solo chamado Songbird e era uma funcionária de uma locadora.

## Of Monsters and Men
Desde a expansão da fase Songbird, Nanna recrutou cinco músicos masculinos (Ragnar Þórhallsson, Brynjar Leifsson, Arnar Rósenkranz Hilmarsson, Kristján Páll h e Árni Guðjónsson) que eventualmente se tornaram Of Monsters and Men em 2010. Depois de uma semana trabalhando juntos, eles ganharam a competição anual de música Músíktilraunir.
Eles lançaram três singles chamados "Little Talks", "Mountain Sound" e "King and Lionheart" e vídeos de música para cada um. Os vídeos têm vários milhões de visualizações no YouTube, sendo "Little Talks" o vídeo com maior número de visualizações.

## Arte
Nanna cita alguns de seus músicos/influências favoritas como Gayngs, Lianne La Havas, Leslie Feist e Justin Vernon, da banda de folk Bon Iver. Ela também disse que amaria colaborar com Bon Iver.